# São Martinho (Santa Catarina)
São Martinho is een gemeente in de Braziliaanse deelstaat Santa Catarina. De gemeente telt 3.281 inwoners (schatting 2009).

## Aangrenzende gemeenten
De gemeente grenst aan Anitápolis, Armazém, Imaruí, Paulo Lopes, Rio Fortuna, Santa Rosa de Lima en São Bonifácio.